# Harvey Grant
Harvey Grant (Augusta, Georgia, 4 de julio de 1965) es un exjugador de baloncesto estadounidense que jugó 11 temporadas en la NBA. Con 2,03 metros de altura lo hacía en la posición de alero. Es hermano gemelo del también exjugador profesional Horace Grant y padre de Jerian, Jerami y Jerai Grant.

## Trayectoria deportiva

### Universidad
Jugó una temporada con los Tigers de la Universidad Clemson, en la que apenas promedió 5,1 puntos y 4,5 rebotes por partido, por lo que decidió cambiarse al pequerñ junior college de Independence, antes de ser repescado por los Sooners de la Universidad de Oklahoma, donde jugó 2 temporadas, en las que promedió 15,2 puntos y 8,2 rebotes.
En 1988 disputó la final de la NCAA, al lado de compañeros como Stacey King o Mookie Blaylock ante Kansas, perdiendo por 83 a 79.

### Profesional
Fue elegido en la decimosegunda posición del Draft de la NBA de 1988 por Washington Bullets, donde tras dos temporadas relegado al banquillo, dio un salto de calidad en la temporada 1990-91, haciéndose con el puesto de titular y mejorando sus estadísticas hasta los 18,2 puntos y 7,2 rebotes por partido, llegando a ser el finalista en la votación del título al jugador con mayor progresión de la NBA, que finalmente obtuvo Scott Skiles.
Tras dos temporadas más en las que mantuvo cifras similares, en 1993 fue traspasado a Portland Trail Blazers a cambio de Kevin Duckworth. Pero su rendimiento bajó en su nuevo equipo, pasando a promediar 10,4 puntos y 4,6 rebotes en su primera temporada en Oregón, bajando hasta 9,1 y 9,3 puntos las dos campañas siguientes.
En la temporada 1996-97 regresó a los Bullets, junto con Rod Strickland, a cambio de Rasheed Wallace y Mitchell Butler. Pero su aportación al equipo fue pobre en su primera temporada, y más aún en la siguiente, cuando los Bullets se convirtieron en los Wizards, en la que apenas promedió 2,6 puntos y 2,6 rebotes por noche. Al año siguiente fue traspasado a Orlando Magic junto con Anthony Parker a cambio de Billy Owens, de donde fue cortado, fichando como agente libre por Philadelphia 76ers, en la temporada del lockout, la que sería su última como profesional. En el total de su carrera promedio 9,9 puntos y 4,4 rebotes por partido.

## Estadísticas de su carrera en la NBA

### Temporada regular
| Año     | Equipo       | PJ  | PT  | MPP  | %TC  | %3P  | %TL  | RPP | APP | ROB | TPP | PPP  |
| ------- | ------------ | --- | --- | ---- | ---- | ---- | ---- | --- | --- | --- | --- | ---- |
| 1988-89 | Washington   | 71  | 1   | 16.8 | .464 | .000 | .596 | 2.3 | 1.1 | .5  | .4  | 5.6  |
| 1989-90 | Washington   | 81  | 25  | 22.8 | .473 | .000 | .701 | 4.2 | 1.6 | .6  | .5  | 8.2  |
| 1990-91 | Washington   | 77  | 76  | 36.9 | .498 | .133 | .743 | 7.2 | 2.6 | 1.2 | .8  | 18.2 |
| 1991-92 | Washington   | 64  | 60  | 37.3 | .478 | .125 | .800 | 6.8 | 2.7 | 1.2 | .4  | 18.0 |
| 1992-93 | Washington   | 72  | 72  | 37.0 | .478 | .133 | .745 | 5.7 | 2.8 | 1.0 | .6  | 18.6 |
| 1993-94 | Portland     | 77  | 73  | 27.4 | .460 | .286 | .641 | 4.6 | 1.4 | .9  | .6  | 10.4 |
| 1994-95 | Portland     | 75  | 14  | 23.6 | .461 | .308 | .705 | 3.8 | 1.1 | .7  | .7  | 9.1  |
| 1995-96 | Portland     | 76  | 75  | 31.5 | .462 | .313 | .545 | 4.8 | 1.5 | .8  | .6  | 9.3  |
| 1996-97 | Washington   | 78  | 25  | 20.6 | .411 | .315 | .769 | 3.3 | .9  | .6  | .6  | 4.1  |
| 1997-98 | Washington   | 65  | 8   | 13.8 | .383 | .167 | .633 | 2.6 | .6  | .4  | .2  | 2.6  |
| 1998-99 | Philadelphia | 47  | 10  | 17.0 | .369 | .167 | .724 | 2.3 | .5  | .4  | .3  | 3.1  |
| Total   | Total        | 783 | 439 | 26.2 | .469 | .267 | .709 | 4.4 | 1.6 | .8  | .5  | 9.9  |

### Playoffs
| Año   | Equipo       | PJ | PT | MPP  | %TC   | %3P  | %TL  | RPP | APP | ROB | TPP | PPP  |
| ----- | ------------ | -- | -- | ---- | ----- | ---- | ---- | --- | --- | --- | --- | ---- |
| 1994  | Portland     | 4  | 1  | 19.0 | .515  | —    | —    | 2.3 | .8  | .3  | .5  | 8.5  |
| 1995  | Portland     | 3  | 3  | 38.3 | .500  | .556 | .625 | 5.3 | 2.0 | 1.0 | .7  | 14.3 |
| 1996  | Portland     | 5  | 5  | 32.8 | .342  | .143 | .000 | 4.0 | .8  | .0  | .4  | 5.4  |
| 1997  | Washington   | 3  | 0  | 9.7  | .000  | .000 | —    | 1.3 | .0  | .0  | .7  | .0   |
| 1999  | Philadelphia | 4  | 0  | 7.3  | 1.000 | —    | —    | 1.0 | .0  | .0  | .3  | .5   |
| Total | Total        | 19 | 9  | 21.7 | .437  | .353 | .500 | 2.8 | .7  | .2  | .5  | 5.6  |